# Bondy
Bondy (pronúncia em francês: [bɔ̃.di]) é uma comuna francesa, localizada na periferia nordeste de Paris a 10.9 km, no departamento de Seine-Saint-Denis, na região da Ilha de França.
Seus habitantes são chamados de Bondynois. O lema atual da cidade é "Heureux sous son ombre".

## História

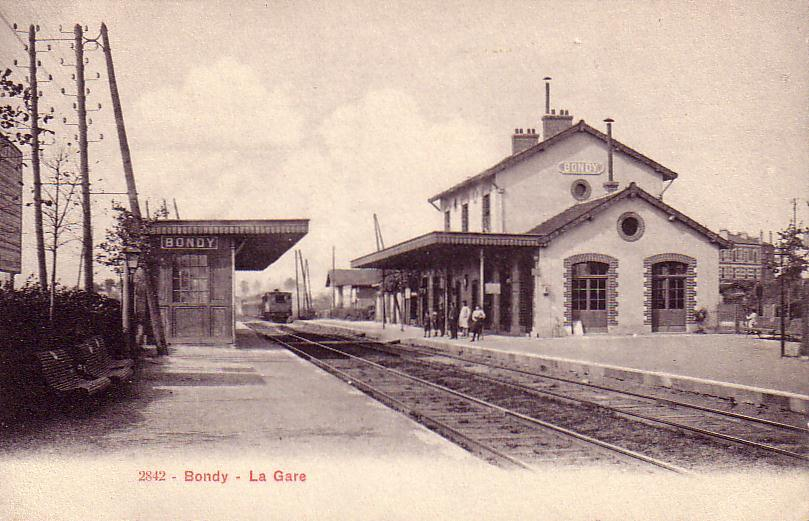
A estação de Bondy em 1900.

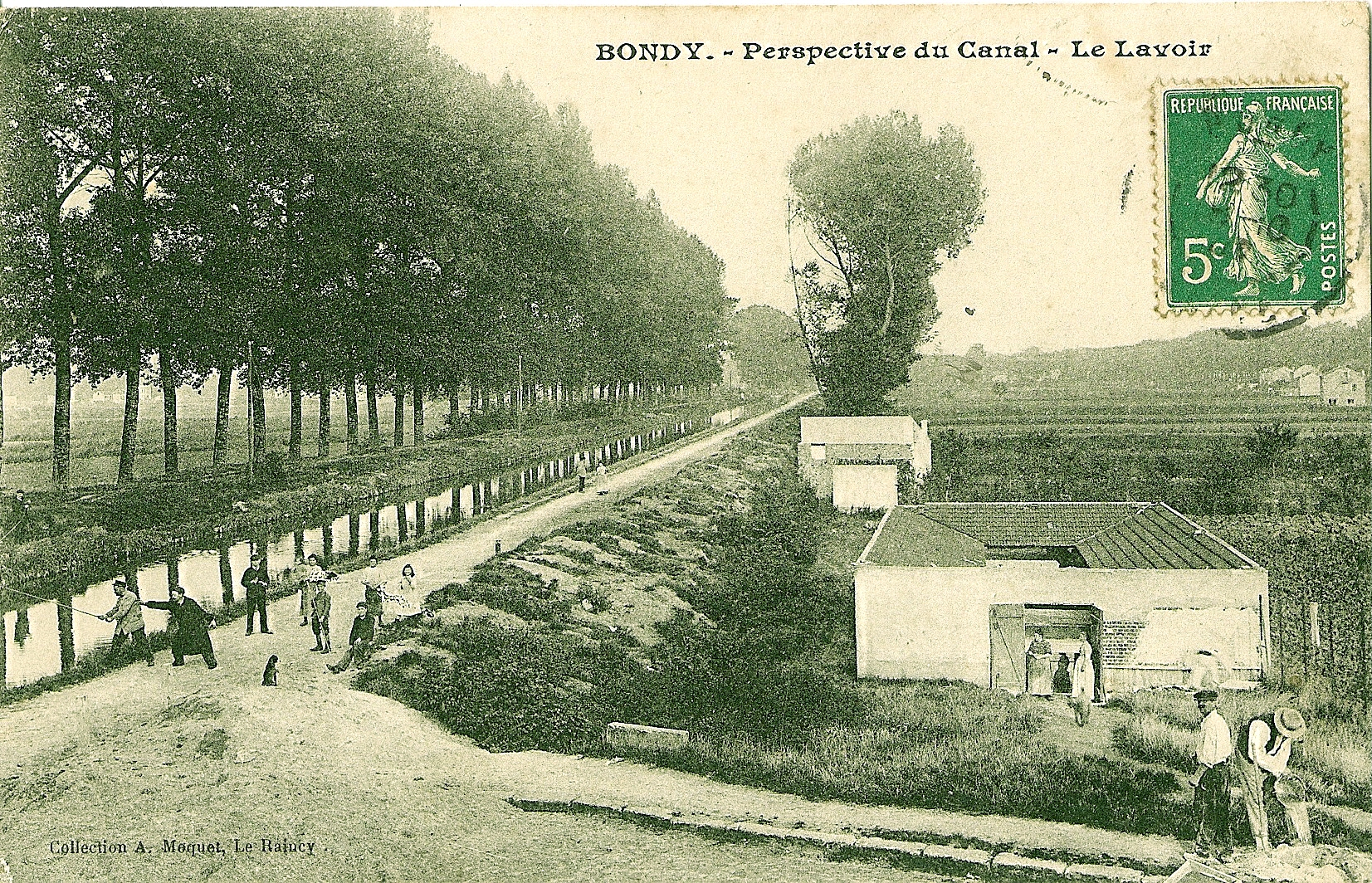
O canal de l'Ourcq no início do século XX. Um lavatório tinha sido construído nas proximidades por se beneficiar de sua água.

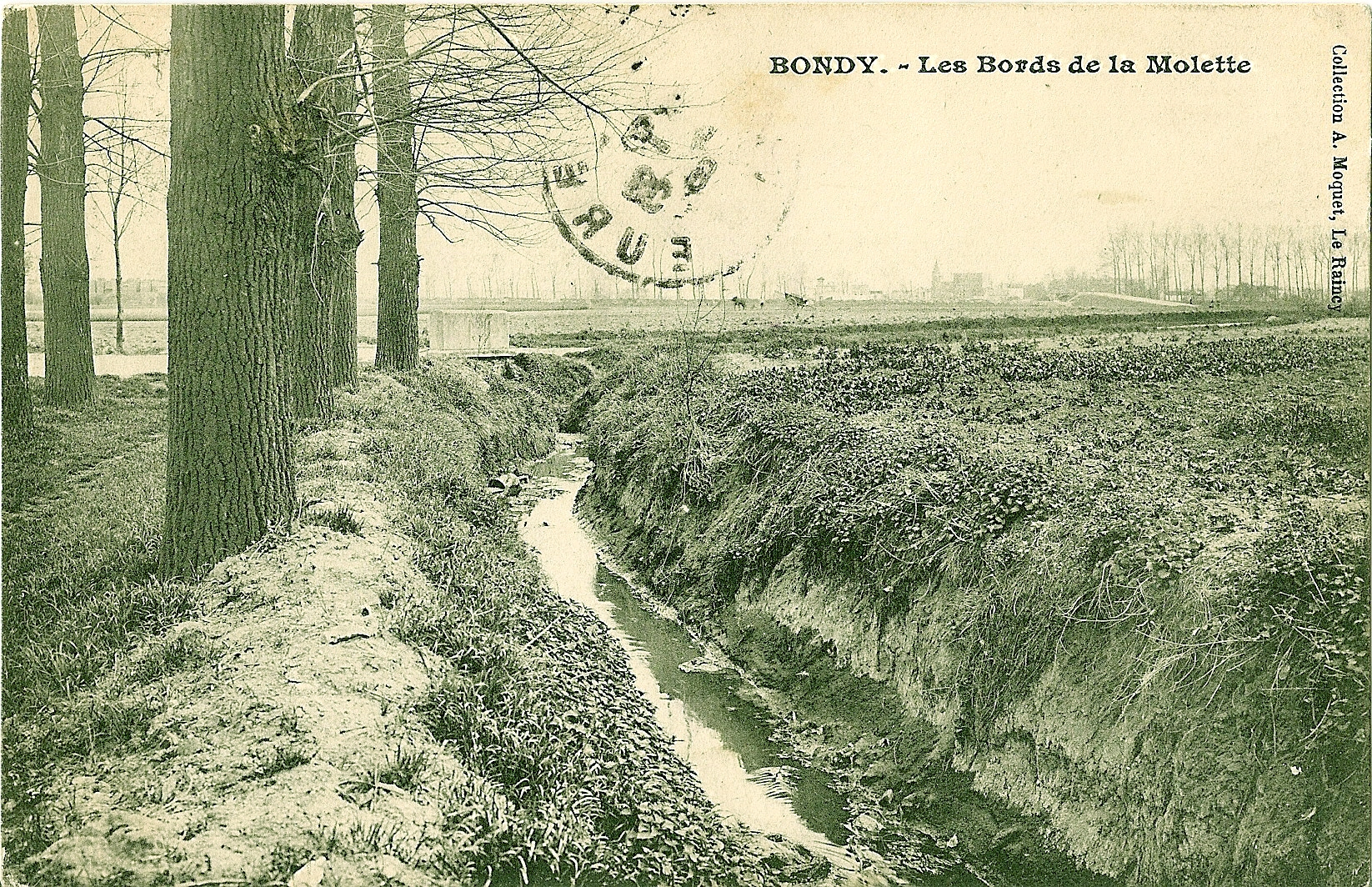
O Molette é um antigo riacho, agora subterrâneo, que cruzava Bondy antes de juntar com o Rouillon em Dugny.

Antigamente a cidade era coberta pela floresta de Bondy ainda hoje existente mas fora do território comunal bondinois, localizada nas comunas de Montfermeil, Clichy-sous-Bois e Coubron, por causa da sua forte diminuição ao longo dos séculos. Esta floresta tem sido um covil de ladrões.
Essa vila, no século VII, era conhecida sob o nome de Bonisiaca. O mais antigo documento conhecido mencionando Bondy é o "testament d'Hermentrude", "testamento de Hermentrude", que remonta ao século VII pelo qual uma senhora cristã doou algumas terras para a Igreja.
No fim de 2005, durante escavações preventivas, foi descoberto no centro mesmo de Bondy, perto da igreja, uma necrópole, com mil sepulturas, todos de épocas combinadas, que vão desde o Baixo Império ao século XIV. É uma das mais importantes necrópoles merovíngias (séculos VI - VII) e carolíngias jamais vistas a luz do dia na França. Nestes túmulos apenas alguns objetos foram encontrados, dos quais oito scramasaxes (sabres curtos), uma bela placa-alça em osso e uma outra de metal, que impressionou os arqueólogos, porque normalmente, os túmulos merovíngios contêm muitos itens de joias de vidro, armas, pedaços de roupa e várias ofertas. Não foi até a época carolíngia que as ofertas foram proibidas pela Igreja como prática pagã. Em geral, os estudos mostram que as pessoas tinham durante esses períodos boa saúde, não tinham alguma deficiência alimentar, e que nenhuma delas morreu de morte violenta. Nas camadas mais profundas da necrópole, os túmulos dos séculos III - IV foram desenterrados. Estes túmulos são orientados em todas as direções, o que mostra uma mistura de religiões e de crenças. Estes túmulos não conter qualquer objeto. Outra curiosidade é a ausência de sepulturas de crianças.
No século XI, Bondy se tornou uma posse da abadia de Saint-Martin-des-Champs.
No século XIII, houve um leprosário que passou por ser antigo.
Escavações arqueológicas realizadas pelo Inrap e pelo departamento de Seine-Saint-Denis em 2007 permitiu a descoberta de três sepulturas múltiplas de sujeitos mortos pela peste negra de 1348. Os 11 sujeitos incluem crianças, mulheres e homens. Este é o único caso de valas comuns desta pandemia descoberto na Ilha de França. 
A floresta de Bondy era antigamente famosa pelos ladrões pois que ele serviu como esconderijo. É nessa floresta, que antes da Revolução, a basoche do palais de Paris era transportada todos os anos, no mês de maio, com grande cerimônia.
Em 27 de março de 1814, os corpos de exército do general prussiano Ludwig von Yorck Wartenburg, derrotaram, na floresta de Bondy, os corpos franceses que, sobrecarregados pelo número, se retiraram para Paris. Em 28 o general russo Rayefski ocupou a vila, e partiu no dia 29 para passarem sob os muros de Paris. No dia 30 de março, o imperador da Rússia e o rei da Prússia, fizeram em Bondy o seu quartel-general. Em 31 de março, os dois monarcas partiram de Bondy para fazer a sua entrada em Paris. Em 10 de abril, os destacamentos das seis primeiras legiões da guarda nacional de Paris foram para Bondy para receber Sua Alteza Real Monsieur, irmão do rei Luís XVIII.
Depois de ter abrigado a sede do czar Alexandre e do rei da Prússia durante a batalha de Paris em 1814, o castelo de Bondy, construído no início do século XVIII por Claude Triboulleau, foi demolido por volta de 1850.
Durante o cerco de Paris durante a guerra de 1870, Bondy é ocupada pelas tropas prussianas, que instalaram sua artilharia nas bordas do planalto do antigo parque de Le Raincy e depois ali estabeleceram uma estrutura fortificada e os observatórios. Em 30 de setembro de 1870, um pelotão de cavalaria acompanhado por 4 companhias dos 3º e 4º batalhões dos escoteiros do Sena caça o inimigo de Bondy e depois efetua um reconhecimento na Maison Blanche, onde eles buscaram uma bateria antes de entrar em Romainville. Vários outros reconhecimento e ataques foram realizados na vila, particularmente em outubro, novembro e 21 de dezembro, onde o general Ducrot ocupou e fortificou a vila. Bondy será constantemente bombardeada pela artilharia prussiana.
Em 1905, a comuna de Les Pavillons-sous-Bois é criada por desmembramento da comuna de Bondy.
No início da década de 1960, Bondy tem visto a sua população mais que dobrar com a expansão das cidades dormitórios e dos HLM principalmente nos bairros ao Norte. Muitas famílias de baixa renda foram lá se estabelecer, seguido mais tarde por famílias de imigrantes da África do Norte e subsaariana.
Em 30 de outubro de 2007, a explosão de uma tubulação de gás na rue Roger-Salengro causou a morte de uma pessoa e feriu mais de 50 (dez dos quais estavam em estado crítico).

## Geminação
A cidade de Bondy está geminada com :
- Furci, Itália
- Alcácer do Sal, Portugal
- Berkane, Marrocos
- Nedroma, Argélia

## Personalidades ligadas à comuna
- Louis Fursy Henri Compère (1768-1833), general et conde do Império.
- André Malraux viveu toda sua infância no 16, rue de la Gare.
- Patrick Mboma, antigo futebolista
- Audrey Tcheuméo, judoca francês.
- Kylian Mbappé, futebolista francês.